# BMEcat
BMEcat — стандартизированный формат обмена данными в сфере управления каталогом. Создан по инициативе немецкого Федерального союза промышленности, закупки и логистики (нем. Bundesverband Materialwirtschaft, Einkauf und Logistik e. V.). Распространён в немецкоязычных странах и регионах.

## Предназначение и описание
BMEcat-формат основан на XML-технологии и использует также ряд других общепризнанных форматов и протоколов (например, MIME, которые служит для стандартизированного обмена мультимедийными данными в Интернете). Основная его черта, по замыслу разработчиков, - универсальность. BMEcat-формат обеспечивает стандартизированный обмен не только каталожными, но и другими данными, в т.ч. 
- сведениями о классификации продукта согласно eCl@ss, ETIM, proficl@ss, UNSPSC и т. д.; BMEcat-формат не подразумевает собственной классификации и ориентирован на то, чтобы отражать сведения о классификации в соответствии с как можно большим количеством существующих классификационных систем;
- текстовой информацией на различных языках;
- динамической информацией о ценах (с помощью документа BMEcat передаются не только фиксированные цены и периоды их действия, но и методики ценообразования, в т.ч. зависимости от параметров, зависящих от покупателя (особые свойства продукта, особые параметры заказа и т.д.), и от внешних параметров (например, биржевых котировок металлов, соотношения валютных курсов), причём в документе задаётся способ присвоения параметру его значения: запрос во внешний источник, результат другой формулы, заполнение пользователем и т.д.
- информацией о вариантах и конфигурациях продукта; вариантами считаются разновидности продукта, имеющие некоторые отличия, но одну и ту же цену и большинство равнозначных параметров (благодаря этому для разных вариантов равнозначные параметры хранятся без дублирования); описание конфигурации может осуществляться в несколько шагов, основываться на признаках, основываться на компонентах или быть комбинированным, при этом документ BMEcat однозначно описывает правила конфигурации, правила назначения цены или кода для заказа для той или иной конфигурации;
- логистической информацией:
  - измерения (длина, ширина, высота, объём, масса);
  - сроки, условия и средства поставки (в адрес объектов на территориях, кодированных по ISO 3166; в соответствии с INCOTERMS; с учётом класса опасности продукта);
  - сведения о происхождении и таможенных условиях;
- информацией, необходимой для документооборота (например, можно указать, что в накладной должно быть примечание с текстом «на рампе позвонить по внутреннему телефону 456 и спросить кладовщика П.М. Образцова»)

Использование BMEcat-формата также подразумевает:
- невмешательство в данные, созданные получателем каталога (такие данные не изменяются и не удаляются при каталожных транзакциях)
- множественные значения подэлементов «Телефон», «Факс», «EMAIL» и т.п.

Под продуктом подразумеваются не только материальная продукция, но и ПО, услуги, права, информационные продукты, цифровые продукты и т. д.
Различаются обязательные и необязательные поля.
BMEcat-формат поддерживает все XML-совместимые кодировки (ISO-8859-1, UTF-8, UTF-16…).
Для сокращения объёма передаваемой информации предусмотрено 3 типа транзакций:
- T_NEW_CATALOG — передача нового каталога; происходит однократно);
- T_UPDATE_PRODUCTS — актуализация данных о продукте; происходит, как правило, с заданной периодичностью, например, ежеквартально для устранения обнаруженных поставщиком ошибок, или по мере появления изменений в производственной программе;
- T_UPDATE_PRICES — актуализация данных о ценах; происходит, по мере появления изменений;

## Спецификация
Спецификации доступны на немецком и английском языках. С августа 2006 года ведётся работа по изложению спецификаций на китайском языке. Наряду с основной спецификацией даются дополнительные спецификации по отдельным опциональным модулям:
- цены
- закупки
- конфигурация продуктов
- системы классификации, каталожных групп и признаков принадлежности.

В модульных спецификациях описываются функции и области данных, которые применяются опционально (дополнительно, для расширения возможностей каталога). Каждый модуль содержит полную информацию о своей области, в т.ч. релевантную информацию из других модулей, так что необходимость обращаться к побочным модульным спецификациям отпадает.

## Участники комитета по разработке

### Организации
- Bundesverband Materialwirtschaft, Einkauf und Logistik e.V., Frankfurt am Main
- Universität Duisburg-Essen BLI, Essen
- Bundesverband Bausoftware e.V.

### Компании
| - Alcatel Deutschland GmbH, Stuttgart - American Express International Inc., Frankfurt am Main - Audi AG, Ingolstadt - Bär Büro- und Betriebseinrichtung GmbH & Co.KG, Leonberg - Bayer AG, Leverkusen - BMW AG, München - cc-hubwoo Deutschland, Bonn - Corporate Express Deutschland GmbH, Stuttgart - DaimlerChrysler AG, Stuttgart - Deutsche Bahn AG, Berlin - Deutsche Telekom AG, Bonn - Deutsches Zentrum für Luft- und Raumfahrt (DLR), Köln - Dresdner Bank AG, Frankfurt am Main - E.ON AG, Düsseldorf - E.ON Ruhrgas AG, Essen - e-pro solutions GmbH, Stuttgart - Fraport AG, Frankfurt am Main | - Geac Enterprise Solutions Deutschland GmbH, Villingen-Schwenningen - GZS Gesellschaft für Zahlungssysteme mbH, Bad Vilbel - Healy Hudson GmbH, Mainz-Kastel - Heiler Software AG, Stuttgart - Henkel KGaA, Düsseldorf - IBM Deutschland GmbH, Stuttgart - Infraserv GmbH & Co. Höchst KG, Frankfurt am Main - Lufthansa AG, Frankfurt am Main - Oracle Deutschland GmbH, München - Philips GmbH, Hamburg - SAP AG, Walldorf - Siemens AG, München - Sonepar Deutschland GmbH, Düsseldorf - Storeserver Systems, Stuttgart - Visa Europe Services Inc., Frankfurt am Main - WISCORE GmbH, Bochum - ZF Sachs AG, Schweinfurt |

## История

### Версия 1.0
В ноябре 1999 опубликована первая версия формата BMEcat. Версия 1.0.1. быстро распространилась в немецкоязычных странах, так как доказала своё превосходство над другими форматами, предложенными производителями ПО (CIF 3.0 (Ariba), eCX 2.0 (Requisite Technology) и т. д.).

### Версия 1.2
В 2001 появилась переработанная версия BMEcat. Дополнения коснулись, прежде всего, передачи сведений о классификации продукта. Примерно в это же время разработчики BMEcat опубликовали версию 1.0 транзакционного стандарта для проведения торговых операций openTRANS. С апреля 2002 года проводится сертификация каталогов.

### Версия 2005
Версия 2005 опубликована в ноябре 2005. Добавлены
- поддержка внешних каталогов, в том числе OCI, PunchOut, RoundTrip
- возможность конфигурации продукта
- динамические ценовые компоненты
- логистические параметры продукта
- многоязычность каталога
- поддержка каталога с несколькими поставщиками

Также переработана и расширена спецификация. Термин Article во избежание неточностей, которые могут возникать при переводе, заменён на термин Product.

## Доступ
Спецификации доступны на сайте  для бесплатного скачивания на немецком и английском языках на условиях свободной лицензии. Служебный XSD-файл также доступен для бесплатного скачивания на этом же сайте.

## Значение
К 2005 году Федеральный союз промышленности, закупки и логистики, объединяющий пользователей BMEcat, насчитывал 6000 участников, в сферу компетенции которых входило более 80 % закупок в сфере материального производства (соответствует 700 млрд евро).
В 2010 году насчитывалось 7500 пользователей BMEcat. По оценке института TNS Infratest, Hamburg их суммарный оборот составил 2,98 трлн евро, а объём закупок — 1,25 трлн евро (из них 749 млрд евро — это закупки, требующие персонального принятия решения, в процессе которых как раз и используется управление каталогом).

## Сертификация
Добровольную сертификацию каталогов на предмет соответствия BMEcat-формату проводит BMEnet GmbH на платной основе.